# 林陽寺
林陽寺（りんようじ）は岐阜県岐阜市岩にある薬師如来を本尊とする高野山真言宗の寺院で、山号は慈徳山。美濃新四国59番、ぎふ七福神布袋尊札所。
延暦15年（796年）に弘法大師空海が薬師如来像を自刻し、一宇を設けたのが始まりと伝わる。その後の詳しい歴史は伝わらないが、岩田春日神社の別当寺となる。永禄元年（1558年）に春日神社が鍋坂へ移り、寺は北山鵜飼屋へ移転する。その後寺勢が衰微したが、寛文5年（1665年）に監窓宜公が松本全久院の了然玄超を開山に招き、曹洞宗寺院として再興された。慶応元年（1865年）に正宗寺より天洲薩道が入り現在に至っている。明治24年（1891年）に濃尾地震で倒壊。大正9年（1920年）に復興を果たした。